# Dactylopius
Dactylopius  O. G. Costa, 1829, è un genere di insetti dell'ordine dei Rincoti Omotteri, superfamiglia Coccoidea. È l'unico genere della famiglia dei Dactylopiidae Signoret, 1875, comprendente una decina di specie fitomize associate alle Cactaceae, prevalentemente del genere Opuntia.

## Descrizione
Le femmine di Dactylopius sono neoteniche, di forma ovale, con zampe e antenne ridotte e con differenziazione delle regioni corporee ridotta. Il tegumento del dorso è cosparso di numerose setole tronche, mentre sul ventre compaiono fasci di dotti tubulari lungo i margini del corpo. Nella maggior parte delle specie il corpo è ricoperto di una fitta rete di cera di consistenza appiccicosa. L'apertura anale è ridotta ad una fessura e non sono presenti setole attorno ad essa. Il corpo è di colore grigiastro, ma se schiacciato diventa di colore rosso. Ciò è dovuto alla presenza, nell'emolinfa di un pigmento rosso.
I maschi sono alati ed hanno l'estremità caudale prolungata con due filamenti di cera.

## Biologia
Il ciclo biologico dei Dactylopius si svolge con un numero variabile di generazioni l'anno e senza apparenti interruzioni in occorrenza dell'inverno; lo sviluppo postembrionale si svolge in due stadi di neanide nelle femmine e in 4 nei maschi; in quest'ultimo caso, ai due stadi di neanide si aggiungono due di ninfa (prepupa e pupa). Sono insetti ovipari, ma con una tendenza all'ovoviviparità: infatti le uova schiudono in genere da pochi minuti a poche ore dalla deposizione e, in alcuni casi, anche nel corpo stesso della madre.
La produzione di cera differenzia nettamente le neanidi di 1ª età dagli stadi successivi: le giovani neanidi emettono infatti lunghi filamenti di cera dalle setole tronche; lo scopo è quello di favorirne la dispersione attraverso il vento. Le neanidi di 2ª e 3ª età emettono invece piccoli quantitativi di cera che ne ricopre il corpo. Tendono a formare dense colonie insediandosi sui cladodi dell'ospite, preferibilmente in siti meno esposti.

## Tassonomia

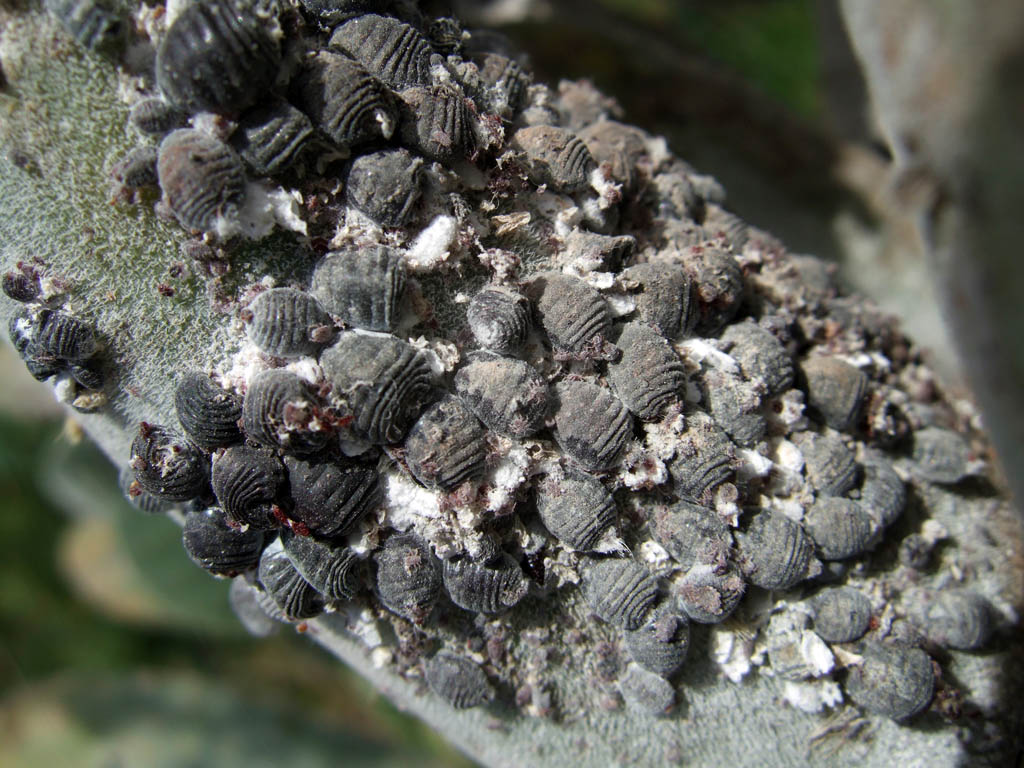
Colonia di Dactylopius coccus.

La famiglia dei Dactylopiidae comprende il solo genere Dactylopius con le seguenti dieci specie, tutte di origine neartica o neotropicale:
- Dactylopius austrinus De Lotto, 1974
- Dactylopius bassi (Targioni Tozzetti) Ben-Dov & Marotta, 2001
- Dactylopius ceylonicus (Green) Sanders, 1909
- Dactylopius coccus Costa, 1835
- Dactylopius confertus De Lotto, 1974
- Dactylopius confusus Cockerell, 1902
- Dactylopius opuntiae Cockerell, 1929
- Dactylopius salmianus De Lotto, 1974
- Dactylopius tomentosus (Lamarck)Cockerell, 1902
- Dactylopius zimmermanni De Lotto, 1974

## Distribuzione
L'areale di origine dei Dactylopius si estende dal sudovest degli USA al Centroamerica, con la maggiore concentrazione nella regione neotropicale. I Dactylopius sono tuttavia stati introdotti in diverse regioni del pianeta e attualmente il genere è cosmopolita. La maggiore concentrazione, oltre all'areale di origine, si ha nella regione orientale.

## Utilizzi

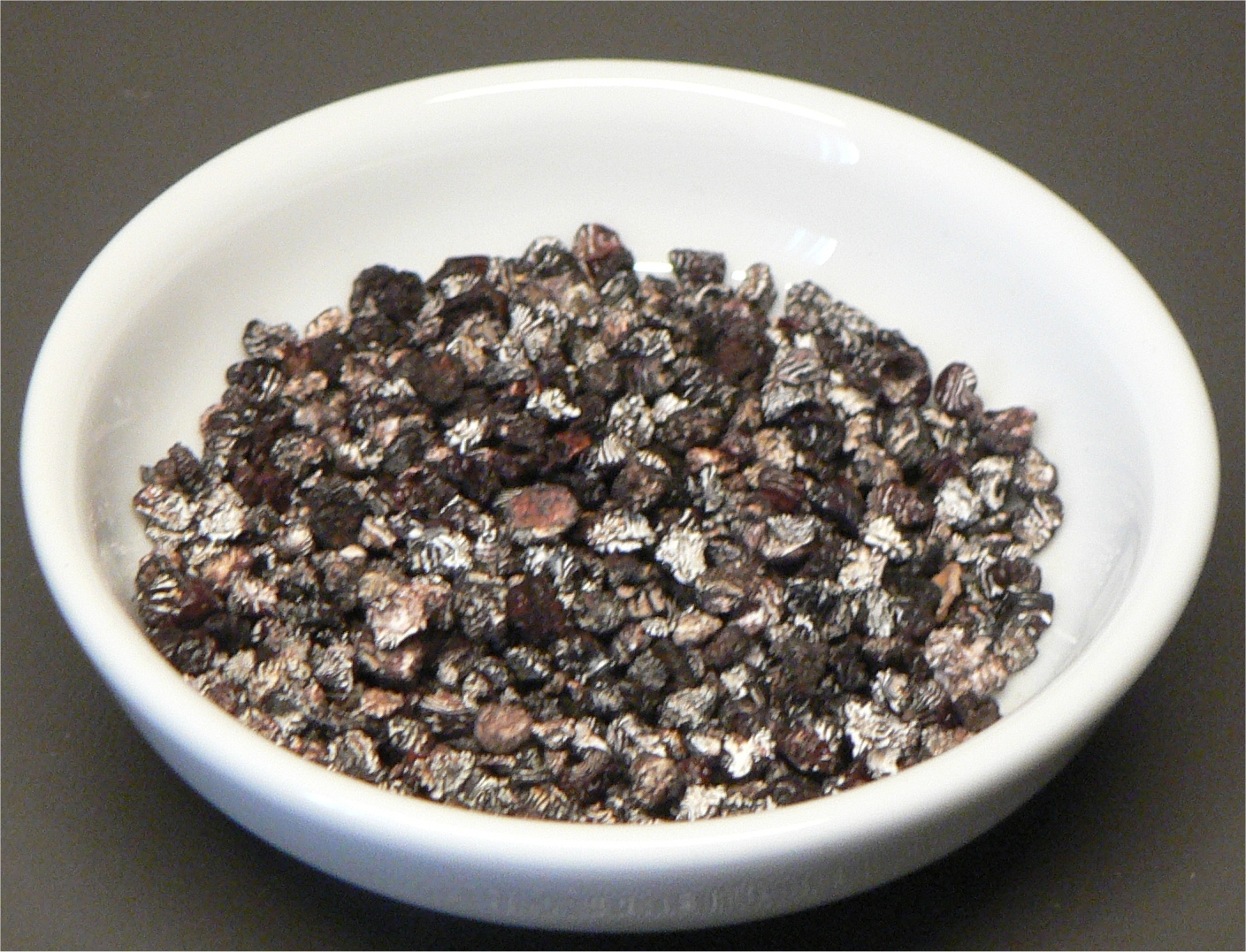
Cocciniglie essiccate per l'estrazione del colorante.

Questo genere comprende alcune specie che, caso piuttosto raro fra la generalità delle cocciniglie, sono state sfruttate dall'Uomo per scopi economici o ecologici.
Dactylopius coccus è la classica "Cocciniglia del carminio", sfruttata per l'estrazione del pigmento rosso carminio, largamente usato in tintoria, con la denominazione di "grana fine", e nella trasformazione agroalimentare per la colorazione di bevande e derivati della carne. Lo sfruttamento di questa specie soppiantò quello di altre cocciniglie (Kermes vermilio e Porphyrophora polonica), che fino alla scoperta dell'America costituivano importanti fonti di coloranti. Dal principale sito di allevamento della cocciniglia (Messico), il D. coccus fu introdotto per ragioni economiche in altre regioni (Isole Canarie, regioni mediterranee) ma, pur acclimatandosi, gli allevamenti non riuscirono o ebbero una dimensione marginale. In seguito l'importanza economica del D. coccus andò scemando a favore dei coloranti artificiali derivati dall'anilina.
Attualmente il D. coccus viene ancora allevato in alcune aree del Messico, del Perù e nelle Isole Canarie per soddisfare un mercato di nicchia (cosmesi e, in misura minore, industria alimentare). L'impiego del rosso cocciniglia si propone tuttora come alternativo ai coloranti artificiali per quei comparti di mercato che osteggiano l'impiego di additivi alimentari sintetici. Va segnalato che il cocciniglia naturale (E 120) non è scevro da problemi di natura sanitaria, in quanto è possibile causa di reazioni allergiche, anche di contatto, soprattutto nei confronti dei bambini.
Del tutto diverse erano invece le finalità che hanno condotto all'introduzione di altre specie, quali Dactylopius opuntiae, Dactylopius indicus e Dactylopius tomentosus, in diverse regioni della Terra (Australia, Sudafrica, India). La tossicità della saliva emessa da questi insetti ha infatti un'azione progressivamente distruttiva nei confronti dell'ospite, perciò i Dactylopius sono stati sfruttati come erbicidi biologici nella lotta contro le piante invadenti del genere Opuntia.